# Tantilla impensa
La culebra ciempiés guatemalteca (Tantilla impensa) es una especie de serpiente que pertenece a la familia Colubridae. Es nativa del oeste de Honduras, Guatemala y el este de Chiapas (México). Su hábitat se compone de bosque húmedo premontano, y bosque con vegetación secundaria; a menudo se encuentra en la hojarasca. Su rango altitudinal oscila entre 300 y 1600 m s. n. m..